# Holly Robinson Peete
Holly Elizabeth Robinson Peete (18 de septiembre de 1964) es una actriz, cantante y autora estadounidense.
Nació en Filadelfia, Pensilvania, pero sus padres, Dolores y Matt Robinson, ambos actores, se mudaron a Los Ángeles, California cuando ella tenía diez años. Realizó sus estudios superiores en el Sarah Lawrence College en Yonkers, Nueva York, donde destacó en psicología y francés. Sus habilidades en esta última asignatura le permitieron pasar un año en París, Francia, donde asistió a la Sorbonne.

## Secundaria
Holly asistió a la Santa Monica High School, que por aquel entonces estaba llena de futuras estrellas en los tiempos de Robinson. Chad y Rob Lowe y Charlie Sheen, se encontraban entre sus compañeros de clase, además de Junior Thurman y Keith Davisllas, quienes posteriormente serían compañeros de su futura pareja, Rodney Peete.

## Carrera
En 1969 hizo su primera aparición en televisión interpretando a la pequeña Sally en el primer capítulo de Sesame Street.
Como actriz, Robinson en más conocida por sus roles en las series de crimen 21 Jump Street (1987 - 1991) y Hangin' with Mr. Cooper (1992 - 1997), así como por las series de comedia For your Love (2002) y Like Family (2003 - 2004).
Recientemente formó parte del elenco estable de la comedia Love, Inc., que posteriormente fue cancelada por la cadena UPN.
Robinson también tuvo una breve carrera como cantante. Incluyendo el opening de 21 Jump Street y la banda sonora de la película Howard the Duck, en la que también apareció actuando. También grabó la canción "We got our love", para la película Three for the Road. Ella y Dawnn Lewis, junto con el cuarteto En Vogue, grabaron el tema de apertura de la primera temporada de Hangin' with Mr. Cooper.
El 2006 ganó un Quills Award en categoría deportiva por su libro Get Your Own Damn Beer, I'm Watching the Game!: A Woman's Guide to Loving Pro Football (Ve a buscar tu propia cerveza: ¡estoy viendo el partido!: Una guía femenina para amar el fútbol profesional).
Actualmente Holly y su esposo conducen un talk show radiofónico en la estación Oprah & Friends Radio. Próximamente co-protagonizará un sitcom de la cadena ABC, denominado The Brodget Show.
El 21 de octubre de 2009 se hizo público que sería una de las nuevas candidatas de El Aprendiz: Celebridades 3.

## Vida personal
El 10 de junio de 1995. Holly se casó con un miembro de la liga nacional de fútbol, Rodney Peete, quien le propuso matrimonio sorpresivamente durante el rodaje de un capítulo de Hangin' with Mr. Cooper.
El matrimonio ha tenido cuatro hijos: su hija Ryan y su hijo Rodney Jr (gemelos, nacidos el 19 de octubre de 1997), Robinson (11 de agosto de 2002) y Roman (25 de febrero de 2005). 
Uno de sus gemelos, Rodney Jr., padece autismo, detectado cuando tenía tres años de edad.